# Urs
Urs – miejscowość i gmina we Francji, w regionie Oksytania, w departamencie Ariège.
Według danych na rok 2010 gminę zamieszkiwało 46 osób, a gęstość zaludnienia wynosiła 50 osób/km².